# Computadora híbrida

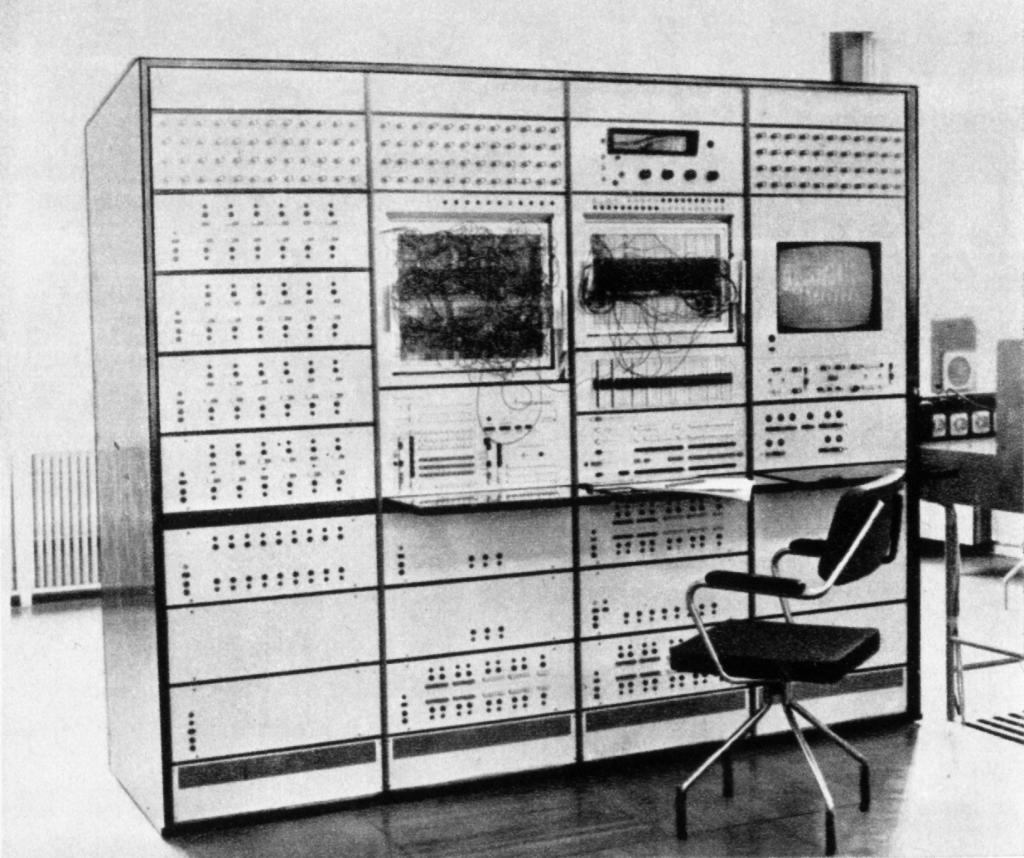
El WAT 1001, computadora híbrida polaca

Una computadora híbrida, computador híbrido u ordenador híbrido es un aparato que exhibe una mezcolanza de características de computadora analógica y computadora digital. El componente digital normalmente sirve como el controlador y proporciona operaciones lógicas, mientras que el componente análogo sirve normalmente como solucionador de ecuaciones diferenciales.

## Origen
El primer sistema de computación híbrida de escritorio fue el Hycomp 250, lanzado por Packard Bell en 1961. Otro ejemplo temprano fue el HYDAC 2400, una computadora híbrida integrada lanzada por  EAI en 1963. A finales del siglo XX, los híbridos disminuyeron con las capacidades cada vez mayores de las computadoras digitales, incluidos los procesadores digitales de señales.

## Propiedades y funcionamiento
En general, los computadores analógicos son extraordinariamente rápidos, puesto que pueden solucionar las ecuaciones más complejas a una tasa en la cual una señal atraviesa el circuito, que generalmente es una fracción apreciable de la velocidad de la luz. Por otro lado, la precisión de computadores analógicos no es buena; se limitan a tres, o a lo más, cuatro dígitos de precisión.
Los computadores digitales pueden ser construidos para llevar la solución de ecuaciones a una casi ilimitada precisión, pero de una manera sumamente lenta comparado a los computadores analógicos. Generalmente, las ecuaciones complejas son aproximadas usando métodos numéricos iterativos que toman grandes números de iteraciones, dependiendo de cuan buena es la «conjetura inicial» con respecto al valor final y a cuánta precisión se desea. Esta conjetura inicial es conocida como la semilla numérica para el proceso iterativo. Para muchas operaciones en tiempo real, la velocidad de tales cálculos digitales es demasiado lenta para ser de mucho uso (ej, para radares de antenas en fase de muy alta frecuencia o para cálculos del tiempo), sin embargo, la precisión de los cálculos de un ordenador analógico es relativamente escasa.
Los computadores híbridos pueden ser usados para obtener un valor de 'semilla' muy bueno pero relativamente impreciso, usando una computadora analógica como frontal (front-end), que entonces es alimentado en un proceso iterativo del ordenador digital para alcanzar el grado deseado final de precisión. Con una semilla altamente exacta de tres o cuatro dígitos, se reduce dramáticamente el tiempo total de cómputo digital necesario para alcanzar la precisión deseada, puesto que se requieren mucho menos iteraciones.
Considere que el sistema nervioso en animales es una forma de ordenador híbrido; las señales pasan a través de la sinapsis desde una célula nerviosa a la siguiente como paquetes (digitales) discretos de productos químicos, que entonces son sumados dentro de la célula nerviosa en una manera analógica construyendo un potencial electroquímico hasta que su umbral es alcanzado, con lo cual descarga y envía una serie de paquetes digitales a la siguiente célula nerviosa. Las ventajas son por lo menos triples: el ruido dentro del sistema es reducido al mínimo (y tiende a no ser aditivo), no se requiere un sistema común de tierra, y hay mínima degradación de la señal incluso si hay diferencias substanciales en la actividad de las células a lo largo de una trayectoria (solamente tienden a variar los retardos de la señal). Las células nerviosas individuales son análogas a los computadoras analógicos; las sinapsis son análogas a los computadores digitales.
Observe que los computadores híbridos deben ser distinguidos de los sistemas híbridos. Este último puede ser no más que un ordenador digital equipado con un conversor analógico-digital en la entrada y/o un conversor digital-analógico en la salida, con el propósito de convertir las señales analógicas para el procesamiento digital ordinario y viceversa, por ejemplo, para manejar sistemas de control físicos, tales como servomecanismos.